# Andemtenga
Andemtenga è un dipartimento del Burkina Faso classificato come comune, situato nella provincia  di Kouritenga, facente parte della Regione del Centro-Est.
Il dipartimento si compone del capoluogo e di altri 26 villaggi: Andemtenga-Peulh, Boto, Doundoudougou, Firougou, Guéfourgou, Kindi, Koboundoum, Koend-Zingdémissi, Kombeolé, Kougoure, Koulkienga, Koundi, Mokomdongo, Ouenga, Sabrabinatenga, Sabrouko, Silenga, Simba, Somdabésma, Songrétenga, Tambella-Mossi, Tambella-Peulh, Tambogo, Tampella, Tanga e Tantako.